# Велестинон
Велести́нон (греч. Βελεστίνον ή Βελεστίνο) — малый город в Греции. Расположен на высоте 120 метров над уровнем моря, в юго-восточной части Фессалийской равнины, в 17 километрах к западу от Волоса, в 40 километрах к юго-востоку от Ларисы и в 177 километрах к северо-западу от Афин. Административный центр общины (дима) Ригас-Фереос в периферийной единице Магнисии в периферии Фессалии. Население 3044 жителя по переписи 2011 года.
Восточнее города проходит автострада 1, часть европейского маршрута E75. Автострада 12, часть европейского маршрута E92 связывает Велестинон с Волосом.
Рядом с городом находятся руины древнегреческого города Феры.
В области Велестинона был обнаружен набор бронзовых фигурок (велестинская коллекция), которые предположительно датируются VI—VII веками и изображают славянских богов.

## Сообщество Велестинон
В общинное сообщество Велестинон входит деревня Хлои. Население 3403 жителя по переписи 2011 года. Площадь 44,387 квадратного километра.
| Населённый пункт | Население (2011), человек |
| ---------------- | ------------------------- |
| Велестинон       | 3044                      |
| Хлои             | 359                       |

## Население
| Год  | Население, человек |
| ---- | ------------------ |
| 1991 | 3638               |
| 2001 | 3391               |
| 2011 | ↘ 3044             |